# Pierre de Vaugiraud
 (juillet 2015).
Si vous disposez d'ouvrages ou d'articles de référence ou si vous connaissez des sites web de qualité traitant du thème abordé ici, merci de compléter l'article en donnant les références utiles à sa vérifiabilité et en les liant à la section « Notes et références ».
Pierre-René-Marie de Vaugiraud de Rosnay, né le 27 décembre 1741 aux Sables-d'Olonne et mort le 14 mars 1819 à Paris, est un officier de marine et administrateur colonial français. 

## Biographie

### Origines et jeunesse
Pierre-René-Marie de Vaugiraud (ou Vaugirauld) est issu d’une famille noble originaire d’Anjou. Il est le fils de François René Joseph de Vaugiraud (12 septembre 1713 à La Boissière-de-Montaigu-26 septembre 1790 aux Sables-d'Olonne). Ses grands-parents sont Pierre de Vaugiraud, seigneur de La Jaumonière, et Marie Renée des Nos. Sa mère est Marie Lodre. Ses parents se marient le 4 février 1739 aux Sables-d’Olonne. De cette union naissent :
- M. Renée de Vaugiraud ;
- Marie Joseph Pierre de Vaugiraud, né en 1739, qui est arrêté pendant la Journée du 10 août 1792, et tué le 3 septembre à la prison de l'Abbaye pendant les Massacres de Septembre ;
- Pierre René Marie de Vaugiraud de Rosnay, né en 1741.

L'amiral de Vaugiraud ne laisse qu'une fille Marguerite, qui épouse Louis-Gabriel de Feriet. Ses neveux sont fonctionnaires ou militaires ; l'un d'entre eux, Léon de Vaugiraud est officier de Marine.

### Officier de Marine
Vaugiraud entre dans la Marine royale en 1755, à l'âge de 14 ans. Il embarque en 1756 sur le vaisseau de 64 canons Éveillé, et participe à la prise du vaisseau britannique HMS Greenwich. Il est nommé enseigne de vaisseau en 1762 et sert dans l'escadre commandée par Orvilliers. Chevalier de Saint-Louis depuis 1773 et lieutenant de vaisseau sur l'Orient de 74 canons, commandé par l'amiral du Chaffault, il prend part à la bataille d’Ouessant, où il remplace le commandant blessé.
Vaugiraud contient l'incendie du vaisseau Roland dans le port de Brest, et l'empêche de se propager à la ville.
Peu de temps après, il devient major en second dans la flotte combinée franco-espagnole. Promu capitaine de vaisseau, il devient major-général de l'escadre de De Grasse. Le feu ayant pris à l'Intrépide au milieu de la flotte mouillée devant le Cap français à Saint-Domingue, Vaugiraud l'éloigne et le fait échouer et évacuer avant qu'il n'explose.
Vaugiraud est blessé à la Bataille des Saintes le 12 avril 1782. Acquitté dans l'enquête sur la bataille, il est félicité pour sa conduite et on lui attribue une pension de 1 200 livres.
Après la paix de 1783, Vaugiraud commanda en second une escadre d'évolution. En 1788, il commande la frégate Gracieuse en station à la Martinique. Présent à Saint-Pierre-et-Miquelon au début la Révolution française, il refuse d'abord d'arborer la cocarde tricolore. Devenu adjoint de Vioménil à Fort Royal à la Martinique, il finit par accepter la cocarde par calcul pour mieux étouffer les débuts locaux de la Révolution.
Il revint en France peu après, et se retire en Poitou. Menacé d'arrestation après la Fuite de Varennes, Vaugiraud fuit la France et rejoint l'Armée de Condé à Coblenz. Il aide le comte d'Hector à organiser son corps de la marine. L'Armée des Princes une fois dissoute, Vaugiraud passe en Angleterre et se met au service de l'amiral Warren pour l'Expédition de Quiberon.

### Administrateur colonial
Nommé vice-amiral et gouverneur de la Martinique à la Restauration, Vaugiraud y réprime les mouvements bonapartistes pendant les Cent-Jours. Son autoritarisme le fait rappeler à Paris, où il meurt le 14 mars 1819.

## Hommage
Une rue a été dédiée à l’amiral de Vaugiraud par sa ville des Sables-d'Olonne en 2008 : « rue Amiral-Vaugiraud ».